# Phyle subfulva
Phyle subfulva är en fjärilsart som beskrevs av Claude Herbulot 1982. Phyle subfulva ingår i släktet Phyle och familjen mätare. Inga underarter finns listade i Catalogue of Life.